# Apeles

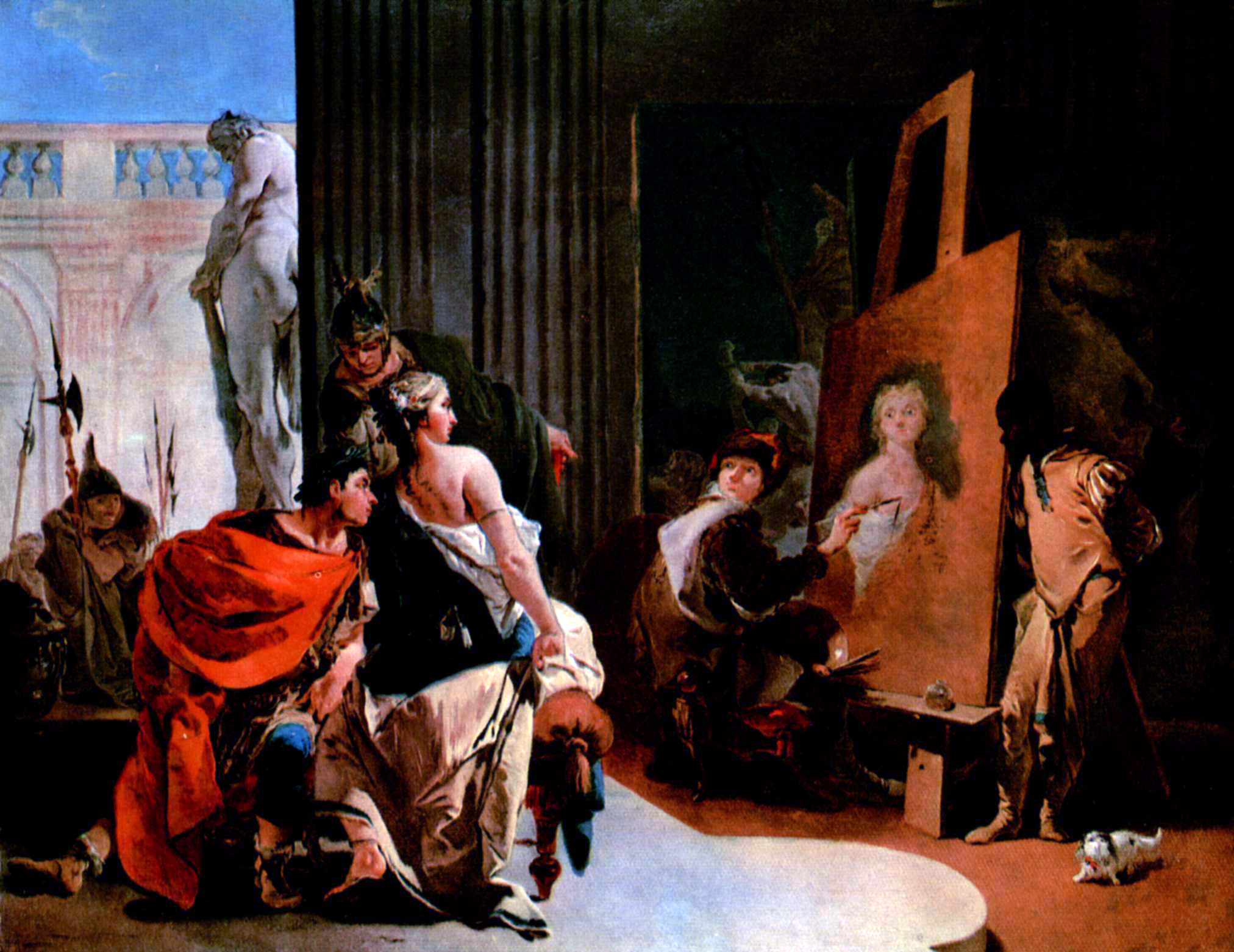
Visita de Alexandre, o Grande, ao atelier de Apeles.

Apeles (em grego Ἀπελλῆς) de Cós (fl. século IV a.C.) foi um renomado pintor da Grécia Antiga. Plínio, o Velho, a quem se deve o conhecimento deste artista (Naturalis Historia 35.36.79–97), considerava Apeles mais importante que pintores que o antecederam e precederam. Pintou um retrato de Alexandre, o Grande (quem morreu em 323 a.C.) e Plínio situou Apeles na 112ª Olimpíada (332–329 a.C..
Apeles viveu na Jônia no século IV a.C.. Não há certeza sobre os locais de nascimento e morte mas é possível que tenha sido Cólofon e Cós, respectivamente.
Era filho de um arquiteto de nome Pítias. Seu irmão, Ctesiochos era também pintor. Estudou em Éfeso com Éforos e depois em Cítio, Chipre, sob orientação de Pânfilo de Anfípolis.
Na 112a. Olimpíada (332-329 a.C.), segundo Plínio, conheceu Alexandre, o Grande, de quem se tornou retratista oficial, tendo-o acompanhado, inclusive, na sua expedição à Ásia.
Trabalhou até aos últimos anos do século IV a.C., conforme se depreende das suas relações com Ptolomeu, Antígono e Protógenes. Também morou no Egito.
Considerado como o mais importante pintor da Antiguidade, por autores como Plínio, Estrabão, Luciano, Ovídio, Petrônio e outros, a sua arte teve grande influência sobre os artistas que se lhe seguiram, direta ou indiretamente, uma vez que lhe é atribuído um Tratado de arte.
A totalidade das suas obras perdeu-se, sendo conhecidas apenas através de referências ou descrições. Botticelli tentou reproduzir uma dessas obras, conhecida como A calúnia. Outras obras de Apeles são: Afrodite Anadiômene, Artemisa, Héracles, Alexandre como Zeus com o raio, Alexandre a cavalo, Alexandre em triunfo. De acordo com a Antologia Palatina executou ainda um Autorretrato.